# Ибн Сахл де Севилья
Ибн Сахл де Севилья (исп. Ibn Sahl de Sevilla, также известный как Абу Исхак Ибрагим ибн Сахл аль-Исраили аль-Ишбили араб. أبو إسحاق إبرهيم بن سهل الإسرائيلي الإشبيلي‎ Abu Ishaq Ibrahim Ibn Sahl al-Isra'ili al-Ishbili; Пустой шаблон {{ВД-Преамбула}} ) — один из величайших андалузских поэтов XIII века. Он был евреем, который принял ислам.

## Биография
Родившись в еврейской семье в Севилье, он привлёк к себе внимание ещё в 1227 году, когда предложил добавить строфу к стихотворению известного поэта. Несмотря на своё еврейское происхождение, Ибн Сахль был ревностным мусульманином. Его диван (антология) свидетельствует о его религиозных чувствах. Хотя его критиковали за употребление вина, искренность его обращения никогда не подвергалась сомнению. Он добился большой известности среди своих современников, особенно благодаря своему импровизационному таланту, а его стихи вошли в сборник «Тысяча и одна ночь».
Когда в 1248 году Севилья была взята Фердинандом III Кастильским, Ибн Сахл отправился в Сеуту, где стал секретарём альмохадского наместника Абу Али ибн Халласа. Когда последний отправил своего сына к аль-Мустаниру I, халифу Ифрикии из династии Хафсидов, он решил отправить Ибн Сахла с ним. Галера, на которой они плыли, затонула, и все пассажиры погибли. Говорят, что наместник воскликнул: «Жемчужина вернулась в море».
Антология Ибн Сахля содержит образцы самой изысканной андалузской поэзии, почти исключительно посвященной теме любви и мувашсахата. В отличие от Ибн Кузмана или ар-Русафи, его поэзия почти исключительно гомоэротична и посвящена еврейскому юноше по имени Муса, который, по-видимому, действительно существовал. Напряжение между иудаизмом и исламом у Сахля часто трактуется как любовная игра, в которой он отказывается от Мусы (Моисея) в пользу мальчика Мухаммада (Магома), которые, олицетворяет две религии, сыгравшие важную роль в его жизни: его первоначальный иудаизм и ислам, который он принял. Используя сложный и чувственный язык, он весьма конкретно говорит о своей возлюбленной, избегая мимолетных образов. </ref> Others hold that the youths were historical individuals. Другие считают, что юноши были историческими личностями. 
Его биографию написал марокканский писатель Мохаммед аль-Ифрани (1670-1747).
Его работа была опубликована на испанском языке под названием «Поэмы» (исп. Poemas) Терезой Гаруло Муньос.

## Работы
- Ibn Sahl de Sevilla; Poemas. Editado por Garulo Muñoz, Teresa. Editorial: Hiperión ISBN 978-84-7517-102-9 y ISBN 84-7517-102-8[6].